# Chrysobothris westcotti
Chrysobothris westcotti är en skalbaggsart som beskrevs av Barr 1969. Chrysobothris westcotti ingår i släktet Chrysobothris och familjen praktbaggar. Inga underarter finns listade i Catalogue of Life.